# Robert Kłos
Robert Kłos (ur. 4 lutego 1982 w Złotorii) – polski piłkarz grający na pozycji prawego obrońcy.

## Kariera piłkarska
Robert Kłos piłkarską karierę rozpoczynał w Toruńskim KP, którego zawodnikiem był przez dwa i pół sezonu. Wiosną 2002 występował w Sparcie Brodnica, a następnie przeszedł do Polonii Bydgoszcz. W tych dwóch ostatnich zespołach przebywał na wypożyczeniach. Latem 2003 podpisał kontrakt z Zagłębiem Lubin. Zadebiutował w nim 2 sierpnia w spotkaniu z Jagiellonią Białystok. Szybko wywalczył sobie miejsce w podstawowym składzie, strzelił także jednego gola w meczu przeciwko Tłokom Gorzyce, zapewniając Zagłębiu zwycięstwo. W sezonie 2003/04 wywalczył ze swoim klubem awans do I ligi.
W I lidze po raz pierwszy wystąpił 30 lipca 2004. Zagrał wówczas pełne 90 minut w przegranym meczu z Cracovią. Również na najwyższym poziomie ligowym był podstawowym piłkarzem Zagłębia i przez dwa lata rozegrał 41 ligowych spotkań. Latem 2006 trenował z ŁKS Łódź, ale podpisał umowę z lokalnym rywalem, Widzewem. W nowym zespole także regularnie grał w wyjściowej jedenastce, a z czasem stał się jego kapitanem. Został wybrany na to stanowisko przez trenera Michała Probierza, lecz po objęciu drużyny przez Marka Zuba stracił opaskę kapitańską na rzecz Łukasza Masłowskiego.
W 2008 Kłos podpisał dwuletni kontrakt z Odrą Wodzisław Śląski. Zadebiutował w niej 30 sierpnia, a w sezonie 2008/09 wystąpił w szesnastu ligowych spotkaniach. Kilka razy zagrał także w meczach Młodej Ekstraklasy. W następnym sezonie, również nie miał pewnego miejsce w podstawowym składzie, a po przegranym pojedynku z Arką Gdynia został zesłany przez trenera Roberta Moskala do zespołu ME. Wiosną wystąpił w siedmiu meczach, a Odra spadła do I ligi. W 2011 Kłos zaliczył krótki epizod w II-ligowej toruńskiej Elanie, po czym zawiesił swoją karierę piłkarską.
W 2015 Kłos postanowił wrócić do piłki, odnajdując się w V-ligowym Flisaku Złotoria. Od lutego 2016 grał w III-ligowej Elanie Toruń, w której barwach ponownie zadebiutował 12 marca w wygranym 2:0 meczu ze Spartą Brodnica.

## Kariera trenerska
Od lipca 2015 prowadzi Akademię Piłkarską Roberta Kłosa.